# 藤原竜之丞
藤原 竜之丞（ふじわら りゅうのすけ、2002年10月10日 - ）は、ジャパンラグビーリーグワンの狭山セコムラガッツに所属しているラグビーユニオン選手。

## 略歴
日本航空高等学校石川では、高1の時からアシックスカップ（全国高等学校7人制ラグビーフットボール大会）に出場。高1の終わりの春の熊谷（全国高等学校選抜ラグビーフットボール大会）では先発ウィングで出場した。高2・高3では花園（全国高等学校ラグビーフットボール大会）に出場。
天理大学では、3年時から先発出場し、大学選手権（全国大学ラグビーフットボール選手権大会）ベスト4に。4年時では大学選手権ベスト8となった。
4年時の2025年2月、ジャパンラグビーリーグワンの狭山セコムラガッツに、アーリーエントリーで加入したことを発表した。同年3月、天理大学卒業。